# Thomas Joannes Stieltjes
Thomas-Joannes Stieltjes, né le 29 décembre 1856 à Zwolle aux Pays-Bas et mort le 31 décembre 1894 à Toulouse, est un mathématicien néerlandais du XIXe siècle, qui a travaillé sur de nombreuses théories et thèses notamment les quadratures de Gauss, les polynômes orthogonaux ou encore les fractions continues. Son travail sur les fractions continues généralisées, et plus précisément les suites d'approximants de Padé, lui valut le surnom de « père de la théorie analytique des fractions continues ». Cependant, sa santé très fragile ne lui permit pas de mener à bien l'ensemble de ses travaux.

## Vie personnelle

### Sa famille
Thomas-Joannes Stieltjes est né en 1856 à Zwolle, aux Pays-Bas. Il est issu d'une famille nombreuse, de sept enfants, composée de quatre filles et trois garçons. Ses deux prénoms (Thomas Joannes) proviennent de son père (mort en 1878) qui était un parlementaire aux Pays-Bas ainsi qu'un grand ingénieur civil. En effet, il a achevé la construction du célèbre port de Rotterdam.
En 1883, il se marie avec Élisabeth (Lilly) Intveld qui l'encouragea vivement dans ses activités de recherches dans le domaine des mathématiques. Il a eu avec elle un fils qui mourut très tôt, en 1887. Mais, par la suite, ils auront un autre fils ainsi que deux filles.
En 1885, il quitte les Pays-Bas accompagné de sa famille pour Paris, il s'y installe et s'y plaît au point de désirer obtenir la nationalité française afin de trouver un travail. En 1886, il s'installe à Toulouse où il donne des cours de mathématiques pures à la faculté des Sciences alors présidée par Benjamin Baillaud : il est titulaire de la chaire en 1889.
Il meurt le 31 décembre 1894 à l'âge de 38 ans, victime d'une épidémie de grippe qui avait mis sa santé de nombreuses fois en danger.

### Son parcours
Stieltjes fit ses études à l'École de technologie de Delft, dans son pays natal, en 1873. Mais au lieu de suivre ses cours, il allait à la bibliothèque, dans laquelle il lisait des œuvres de grands mathématiciens tels que Carl Friedrich Gauss ou encore Charles Gustave Jacob Jacobi. Et il échoua à ses examens en 1875 puis l'année suivante, en 1876.
Passionné de sciences et grâce à l'intermédiaire de l'ami de son père, le professeur H. G. van de Sande Bakhuyzen, il réussit à entrer en tant qu'assistant aux calculs astronomiques à l'Observatoire de Leyde en avril 1877.

### Ses correspondances
En 1882, grâce au travail de Félix Tisserand (1845-1896) sur le calcul de l'inclinaison mutuelle des orbites, Stieltjes fit une remarquable démonstration sur le sujet. Par le biais de Tisserand, Stieltjes prit contact avec Charles Hermite (1822-1901), un des plus importants mathématiciens français. C'est le début d'une très grande amitié ainsi que d'une longue et passionnante correspondance dont subsistent 432 lettres totalisant 921 pages. Cette correspondance a permis la découverte de nouvelles notions mathématiques.
Grâce à Hermite notamment, Stieltjes devint professeur remplaçant à l’École polytechnique de Delft (dont il n'était pas diplômé), durant 4 mois, de septembre à décembre 1883 et Stieltjes y reçut le titre de docteur honoris causa toujours grâce à ses recommandations ainsi qu'à celles d'Émile Picard (1856-1941).
Henri Bourget (1864-1921) et Benjamin Baillaud, deux de ses élèves, ont publié, plus tard, ces correspondances. Ils ont beaucoup admiré l'enseignement de Stieltjes : « On sortait des leçons étonnés de la facilité d'acquisition des méthodes générales […] Je n'ai jamais connu de professeur donnant, autant que lui, à ses élèves. »

## Vie professionnelle

### Les quadratures de Gauss
Les méthodes de quadrature de Gauss datent de 1814. Celles-ci servent à calculer la valeur numérique d'intégrales définies : Thomas-Joannes Stieltjes était fasciné par les formules tirées de cette méthode. En effet c'est lui qui démontra leur convergence lorsque l'intervalle d'intégration (intervalle qui permet de calculer l'aire comprise sous une courbe entre deux bornes) est fini. Stieltjes prouva aussi certaines inégalités concernant les quadratures de Gauss. En 1887, il est l'un des fondateurs des prestigieuses Annales de la Faculté des sciences de Toulouse et en 1889, il est nommé professeur de calcul différentiel et intégral. Depuis 1884, il est passionné par la méthode de quadrature de Gauss, en particulier, il est intrigué par une intégrale définie et d'un type spécial de fractions continues. En décembre 1890, Hermite lui propose de concourir pour le grand prix des sciences mathématiques de l'Académie mais il refuse.

### Les fractions continues
Durant son existence, Thomas-Joannes Stieltjes consacre une part importante de sa vie aux fractions continues qu'il découvre à la suite de ses correspondances, notamment avec Hermite. Il y travaille surtout dans la fin des années 1880.
Une fraction continue est, comme l'indique son nom, infinie. En effet, elle est une fraction dont le dénominateur est un nombre auquel on ajoute une fraction dont le dénominateur est un nombre etc.
Il travaille sur les fractions continues dans le cas où leurs éléments sont des fonctions d'une variable complexe. À la suite de cela, il réalisa la théorie analytique des fractions continues.
En 1894, il définit ce qu'on appelle l'intégrale de Stieltjes. En effet, dans des cas particuliers, la fraction continue converge vers une fonction définie par une certaine intégrale et la fraction continue n'est en fait qu'un intermédiaire entre la série et l'intégrale.
En 1894, un résumé du plus important de son travail est publié dans les Comptes rendus de l'Académie des Sciences de Paris. C'est dans ce mémoire de 170 pages qu'il introduit son intégrale pour laquelle son nom est resté célèbre.

### Les polynômes orthogonaux
Le Néerlandais a consacré une grande partie de son temps à étudier les différents polynômes, mais plus particulièrement les polynômes orthogonaux que l'on retrouve dans les formules de quadrature de Gauss, et dans les fractions continues. C'est la personne qui a le plus contribué à leur développement. Le 8 novembre 1894, il a écrit une lettre dans laquelle il dit avoir trouvé d'autres polynômes qui sont reliés aux polynômes orthogonaux ; aujourd'hui ils portent son nom, ils servent aussi pour l'évaluation de l'erreur des formules des quadratures de Gauss.

### Ses diverses thèses
Stieltjes est à l'origine de plusieurs grandes thèses très importantes, comme, en janvier 1883, celle relative à la réduction des observations de la différence de la longitude Layde-Greenwitch. C'est d'ailleurs grâce à ce travail fourni qu'il rencontrera par la suite Hermite à Paris.
Il est aussi à l'origine de nombreux calculs sur la détermination du temps azimut du soleil et de la réduction d'observations pour déterminer la déclinaison magnétique.
Toutefois, il n'a pas toujours su démontrer toutes ses théories et malgré son très haut niveau scientifique, il s'est parfois trompé, comme pour la thèse sur la conjecture de Riemann sur laquelle il travailla en France avec Hermite et Darboux. Les fonctions se révèleront fausses et on ne trouve toujours pas d'éléments de réponse aujourd'hui.
Il change alors de thèses et fait désormais l'étude de quelques séries semi-convergentes ainsi que de nombreuses théories récentes concernant la loi de la variation de la densité à l'intérieur de la Terre ; beaucoup de grands mathématiciens ne réussiront d'ailleurs pas à trouver des solutions car certaines fractions sont définies ou peuvent être remplacées par un développement en série. Cependant, Stieltjes soutient sa thèse et prend contact avec le ministre pour un poste en France. Henri Poincaré publiera quelques mois plus tard un travail similaire sur les séries semi-convergentes et les nomma séries « asymptotiques ».

### Ses prix et ses divers statuts
- 1873, il commence ses études à l'École de technologie de Delft
- avril 1877, poste d'assistant à l'Observatoire de Leyde aux calculs astronomiques
- 1878, après le départ de J.-C. Kapteyn, son rôle est de confectionner un catalogue d'étoiles voisines du pôle
- il va poursuivre ses études a l'université Johns-Hopkins de Baltimore (États-Unis)
- De septembre à décembre 1883, Thomas donne des cours sur la géométrie analytique et la géométrie descriptive puisqu'il a remplacé le professeur F-J van de Berg à l'École de technologie de Delft.
- juin 1884, il reçoit un doctorat honoris causa de l'université de Leyde
- 6 mai, il devient membre de l'Académie royale des sciences hollandaise
- on le nomme maître de conférence à la faculté des sciences de Toulouse à la rentrée de septembre 1886
- 1887, c'est l'un des auteurs des célèbres Annales toujours à la faculté des sciences de Toulouse
- 1889, à Toulouse, il devient professeur de calcul différentiel et intégral
- janvier 1891, l'Académie des sciences d'Amsterdam le prend en tant que membre correspondant
- juin 1892, l'Académie des sciences de Paris lui décerne le prix Petit Dormoy
- peu de temps avant la mort de sa mère, en juillet 1892, on lui a remis le prix Lecomte
- 3 décembre 1894, T-J Stieltjes est appelé par l'Académie de Saint-Pétersbourg pour devenir membre correspondant

## Apport
Stieltjes a réalisé de nombreux travaux malgré sa courte vie qui s'acheva en 1894. Son œuvre majeure est incontestablement[réf. souhaitée] le théorème portant en partie son nom, c'est-à-dire le théorème de Riemann-Stieltjes sur les constantes de l'intégrale dans le cadre de son travail sur les fractions continues.